# Lynn, Alabama
Lynn là một thị trấn thuộc quận Winston, tiểu bang Alabama, Hoa Kỳ. Dân số năm 2009 là 713 người, mật độ đạt 26 người/km².